# Dichromatos
Dichromatos is een geslacht van rechtvleugeligen uit de familie veldsprinkhanen (Acrididae). De wetenschappelijke naam van dit geslacht is voor het eerst geldig gepubliceerd in 2007 door Cigliano.

## Soorten
Het geslacht Dichromatos omvat de volgende soorten:
- Dichromatos corupa Carbonell & Mesa, 2011
- Dichromatos lilloanus Liebermann, 1948
- Dichromatos montanus Carbonell & Mesa, 2011
- Dichromatos schrottkyi Rehn, 1918